# Simó (motocicleta)
Simó fou una marca catalana de motocicletes, fabricades a Barcelona entre 1925 i 1933 (i també durant els anys 50) per un conegut pilot de motociclisme, Miquel Simó.

## Història
Simó arribà a ser el principal fabricant de tot l'estat espanyol durant la seva primera etapa, més que per la quantitat, per la qualitat i avantguardisme dels seus productes.
La seva primera creació fou una 150 cc a motor de dos temps que oferí a les autoritats del règim dictatorial de Primo de Rivera, aconseguint-ne una comanda oficial.
Més endavant, desenvolupà sengles models de 1.5, 2.5 i 5 HP de potència, i també un tricicle per a pujades de muntanya que després mirà d'adaptar com a vehicle de repartiment.
Cap a 1935 Miquel Simó establí relacions amb l'empresa basca de bicicletes Orbea, per aconseguir que li fabriquessin un model amb els seus motors, però no se'n sortí. En vistes del fracàs de les negociacions, decidí dedicar-se exclusivament a competir en curses de velocitat arreu d'Europa amb la marca francesa Terrot, fins que patí un accident al Tourist Trophy. D'ençà d'aleshores, Simó es dedicà a exercir d'assessor per a empreses d'automoció i a fabricar motocarros i fins i tot algun microcotxe, com ara el que desenvolupà a mitjan dècada de 1950 conjuntament amb Carrocerías Marrugat (antic col·laborador d'Eucort). Es tractava d'un microcotxe de tres rodes tipus ou amb carrosseria de fibra de vidre, dotat del conegut motor Hispano Villiers de 197 cc. El vehicle fou presentat a la Fira de Mostres de Barcelona de 1957 i no hi ha constància que fos portat a la sèrie.